# Kindi
Kindi – miasto w Burkinie Faso, w Prowincji Boulkiemdé. Według danych szacunkowych na rok 2010 liczy 31 238 mieszkańców.